# Represa de Salto Segredo

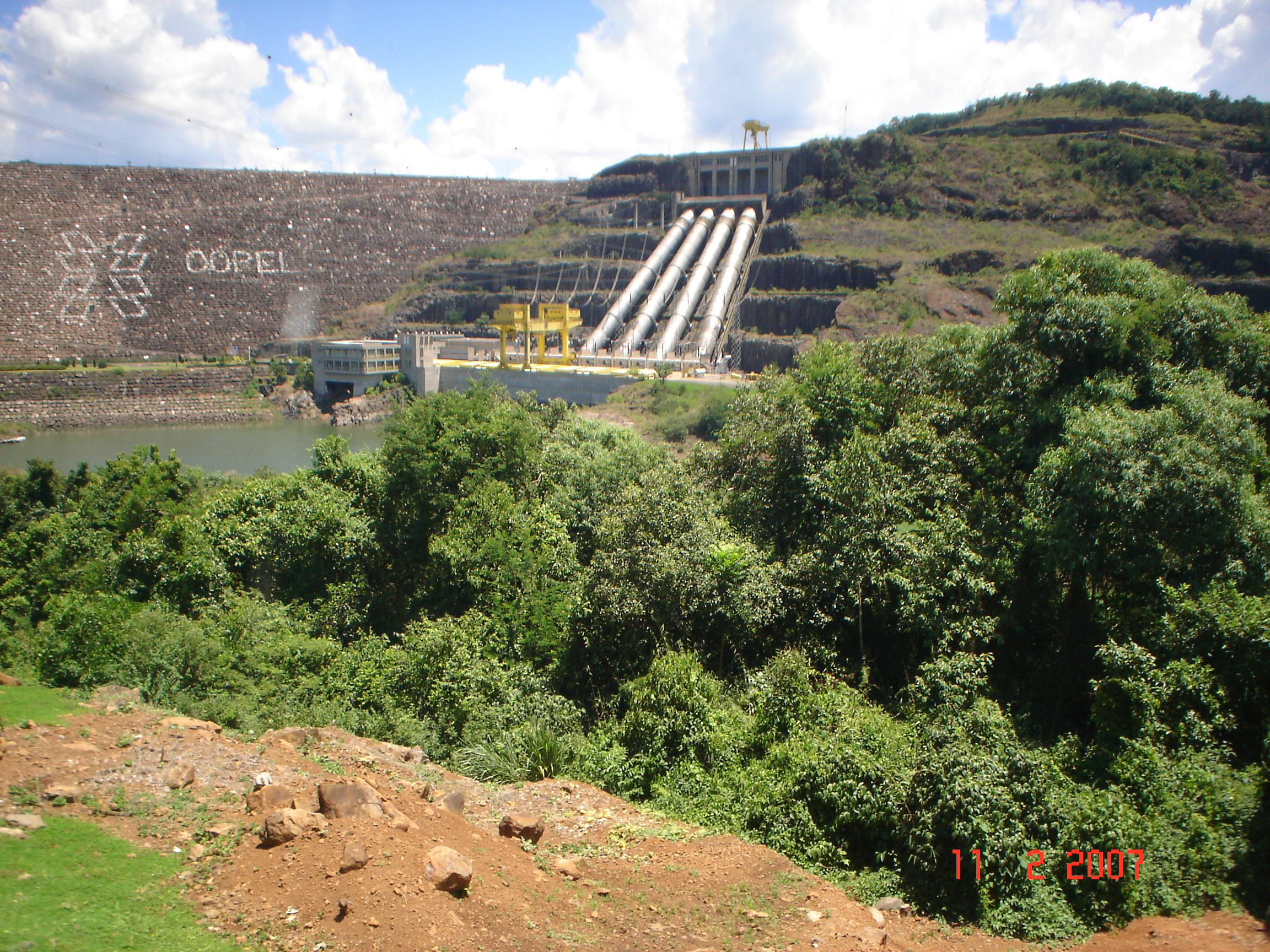
Vista de la presa

La Represa Governador Ney Aminthas de Barros Braga o Salto Segredo, está ubicada sobre el río Iguazú, entre las ciudades de Foz do Jordāo y Mangueirinha, estado de Paraná, Brasil.
La central posee una potencia total instalada de 1.260 MW, distribuida entre 4 turbinas tipo Francis. La presa tiene una longitud de 705 metros y 145 metros de altura y el embalse ocupa una superficie de 82 km² con una cota máxima de 607 m s. n. m.
- Datos: Q3434883
- Multimedia: Ney Braga Dam / Q3434883